# Rafael Comas
Rafael Comas Abad (Figueras,España, 31 de mayo de 1953) es un militar español, teniente general del Ejército de Tierra. Ingresó en el ejército en 1971 y fue ascendido al empleo de teniente de Ingenieros en 1975. Ha estado destinado en varios Regimientos Mixtos de Ingenieros y de Zapadores Ferroviarios, así como en la Comandancia General de Melilla, en el Cuartel Militar de la Región Militar de Levante y en el Cuartel General del Mando de la Fuerza de Maniobra.
Fue coronel jefe del Regimiento de Transmisiones Tácticas 21 y jefe de la Brigada de Transmisiones de la Fuerza de Maniobra. De 2009 a 2011 fue director de Investigación, Doctrina, Orgánica y Materiales del Mando de Adiestramiento y Doctrina. En julio de 2011 ascendió a teniente general y fue nombrado jefe del Cuartel General Terrestre de Alta Disponibilidad ubicado en Valencia.